# Ceriagrion rubiae
Ceriagrion rubiae là một loài chuồn chuồn kim trong họ Coenagrionidae.
Ceriagrion rubiae được Laidlaw miêu tả khoa học năm 1916.

## Hình ảnh

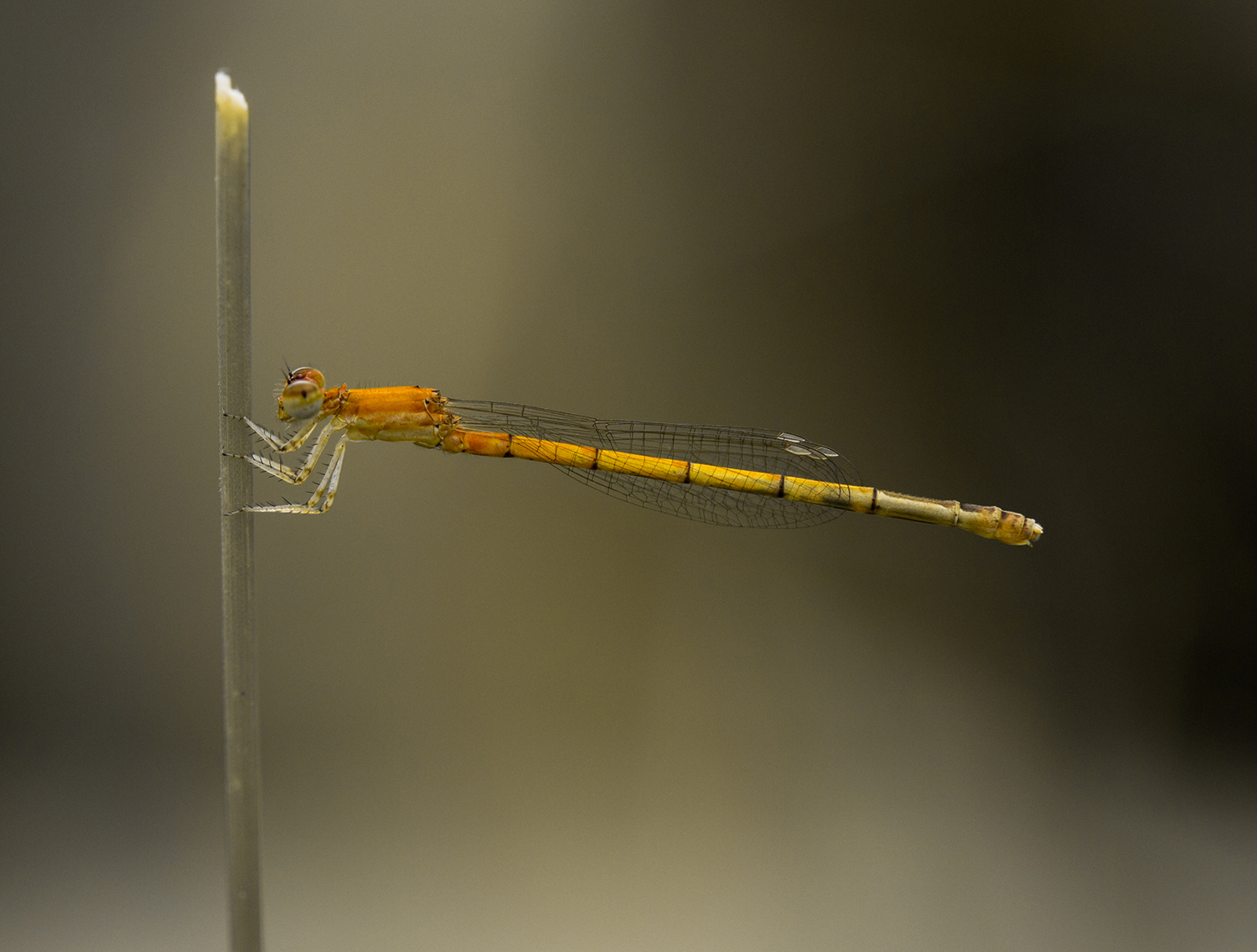
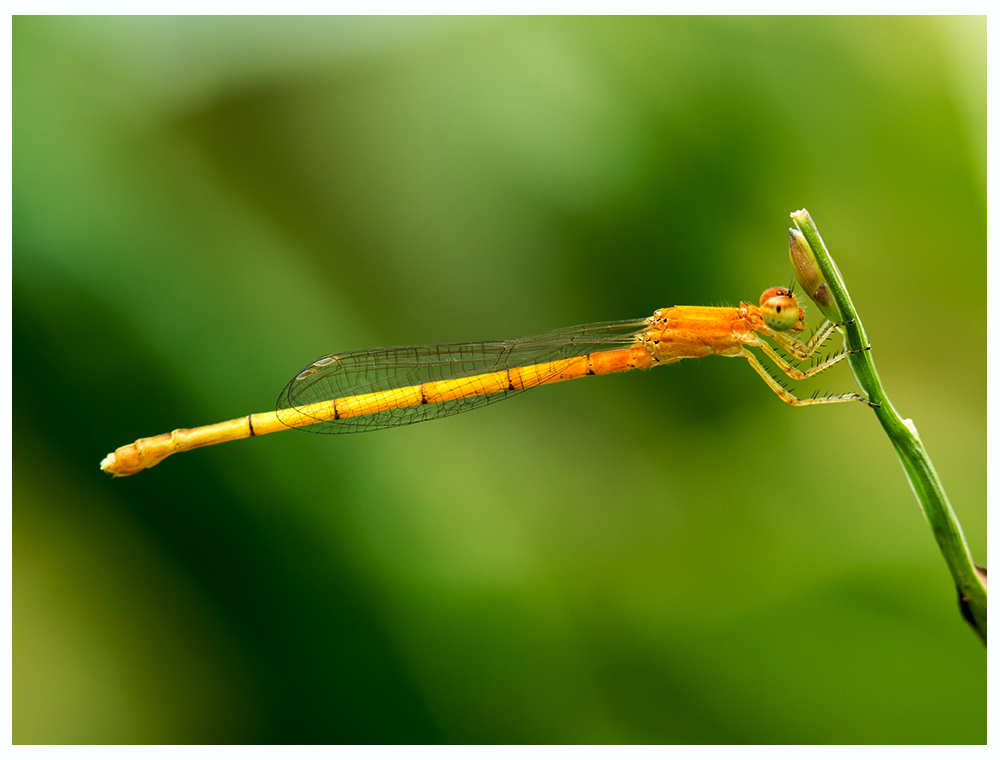
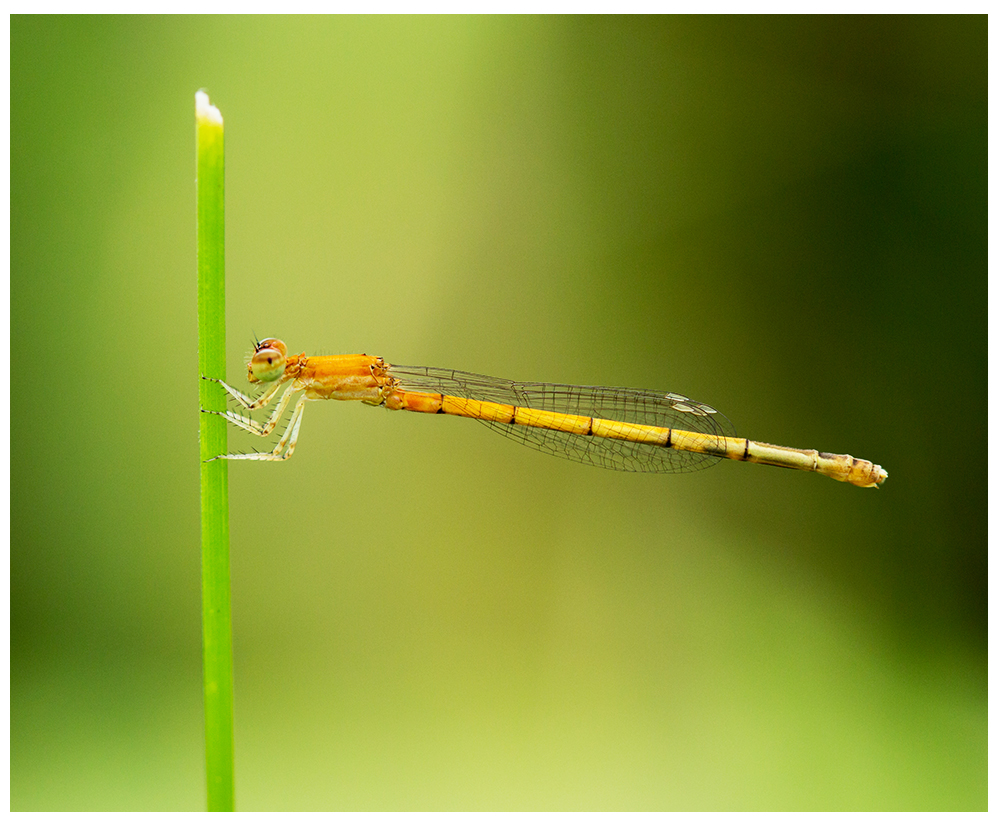